# 欽廉道
欽廉道（きんれん-どう）は中華民国北京政府により設置された広東省の道。

## 沿革
1913年（民国2年）、清代の欽廉道に設置。観察使は欽県に置かれ、下部に欽県、合浦、防城、霊山の4県を管轄した。1914年（民国3年）5月に観察使が道尹と改められた。1920年（民国9年）12月に廃止されている。

## 行政区画
廃止直前下部の4県を管轄した。（50音順）
- 欽県
- 合浦県
- 防城県
- 霊山県